# Wojna Connorsa
Wojna Connorsa (ang. Connor's War) – amerykański film sensacyjny z gatunku akcja z 2006 roku w reżyserii Nicka Castle. Wyprodukowany przez wytwórnię Hollywood Media Bridge.
Premiera filmu miała miejsce 26 września 2006 roku w Stanach Zjednoczonych.

## Opis fabuły
Agent Connors (Anthony „Treach” Criss) traci wzrok w wypadku. Szef sił specjalnych proponuje mu eksperymentalne leczenie w zamian ze wypełnienie pewnej misji. Connors przystaje na układ. Po pewnym czasie wychodzi na jaw, że został wykorzystany do kradzieży broni, która ma zostać użyta przez terrorystów.

## Obsada
Źródło: Filmweb
- Elias Toufexis jako Walker
- Claude Knowlton jako Carlos
- Nia Peeples jako Amanda
- Anthony „Treach” Criss jako Connors
- Blu Mankuma jako Brooks
- Warren Derosa jako Barns
- Robin Mossley jako kierownik hotelu
- Richard Zeman jako przywódca bandytów
- Tom Heaton jako Howard
- Garwin Sanford jako Darryl Greene
- Bill Meilen jako doktor Mackenzie

i inni.